# Cycloschizon pollaccii
Cycloschizon pollaccii är en svampart som beskrevs av Elisei 1939. Cycloschizon pollaccii ingår i släktet Cycloschizon och familjen Parmulariaceae.   Inga underarter finns listade i Catalogue of Life.